# 岸本建夫
岸本建夫(きしもと・たつお1948年-)は、日本の学者である。専門は国際金融、資源エネルギー政策、医療政策などである。滋賀県在住。立命館大学では、｢現代の国際社会｣、｢資源エネルギー政策論｣、｢金融システム論｣の講義を担当している。

## 略歴
慶應義塾大学大学院法学研究科を卒業後、日本長期信用銀行(現・新生銀行)入行。ニューヨーク支店や北京事務所などでの勤務を経、1994年の立命館大学政策科学部の新設と同時に、同学部の教授に就任する。

## 思想・信条
日米同盟には原則賛成である。生粋の保守派という訳ではなく、シーレーン防衛など日本単独では担えない軍事的役割が多岐にのぼるため、日本の平和と安全を守るためにはアメリカ合衆国の協力が必要不可欠と認識するためである。この観点から、海上自衛隊のインド洋上における給油活動についても賛成している。原子力発電についても、原発に対する本質的不安はあるが、資源貧国である日本の立場としては推進しなければならないと、極めて現実的思考に基づいたスタンスを取っている。加えて、原子力発電については事故が起きるという前提に立って物事を考えるべきと主張している。

平仮名主義者である。理由は日本に来る留学生にとって、日本語が読み難いためである。自身の著作では漢字に対して全てルビを振り、外来語にはアルファベット表記を施し、カタカナで読みを書き入れている。中国人留学生でも漢字の訓読み理解には苦労するほどで、漢字単体の使用を極力避けることで、日本語に親しみやすくし、日本文化や国際理解の促進に繋げようとしている。また、仮名を用いることで日本語が国際語になると考えている。

## 著書
- 『日本語の秘密』(ヤック企画、1995年）
- 『東洋医学と西洋医学を結合させる研究・医療システムの研究』(立命館大学学術研究助成、2000年)
- 『日本経済の秘密 : 奇跡の成長を遂げた = Secrets of the Japanese economy : that achieved miracle growth』(ヤック企画、2000年)
- 『市民的国民国家の形成と宗教政策』(晃洋書房、2005年)
- 『中国 (チュングオ) 社会主義体制の危機と軍事覇権 : 暴発の抑止と民主革命への道を探る』(晃洋書房、2007年)